# Keedysville
La ville de Keedysville est située dans le comté de Washington, dans l’État du Maryland, aux États-Unis. Sa population s’élevait à 1 152 habitants lors du recensement de 2010, estimée à 1 174 habitants en 2017.

## Source
- (en) Cet article est partiellement ou en totalité issu de l’article de Wikipédia en anglais intitulé « Keedysville, Maryland » (voir la liste des auteurs).